# 新竹市北區北門國民小學
24°48′50″N 120°57′56″E / 24.8138979°N 120.9654705°E
新竹市北區北門國民小學（簡稱北門國小），位於臺灣新竹市北區。

## 校史
- 1899年4月10日創於樹林頭境福宮，名為「樹林頭公學校」，學區包括樹林頭區、香山區、舊港區，共收兒童40名。
- 1907年，因校舍校地狹隘，乃決議轉至水田庄，同時，香山區分離，設牛埔公學校。
- 1916年4月1日設蔴園分校(今 麻園國小)-竹北國小與新社國小前身。
- 1918年3月31日設槺榔分校(今 南寮國小)。
- 1920年4月1日蔴園分校獨立為麻園公學校。
- 1921年4月24日槺榔分校獨立為舊港公學校，而本校於同年5月6日改名為「新竹第二公學校」。
- 1941年4月1日又改為「新竹市北門國民學校」。
- 1942年3月31日增設高等科。
- 1944年4月15日併置「新竹市北門青年學校」。
- 1945年，二戰結束，11月19日中華民國政府正式接收，翌年3月1日改稱為「新竹市立第二國民學校」。
- 1947年3月1日又改稱為「新竹市北區北門國民學校」，同年7月31日廢止高等科。
- 1950年縣治成立(日本戰敗,政權輪替_新竹市連降兩級)，校名隨之改為「新竹縣新竹市北門國民學校」。
- 1968年，因實施九年國民義務教育，於8月1日改為「新竹縣新竹市北門國民小學」。
- 1982年，新竹市升一級為省轄市，校名改稱「新竹市立北門國民小學」。
- 2021年12月29日，該校的百齡樓與同心堂公告為新竹市市定古蹟。

## 歷任校長
- 日治時期
  - 杉房之助　　1898年1月 ～ 1900年11月
  - 林元三郎　　1900年12月 ～ 1902年9月
  - 小山六郎　　1902年1月 ～ 1928年4月
  - 佐久間富　　1928年4月 ～ 1934年3月
  - 津島虎一　　1934年3月 ～ 1936年3月
  - 江口傳藏　　1936年3月 ～ 1945年11月

- 戰後
  - 暫代校長　　吳錦鑄先生　1945.11 ～ 1946.2
  - 第一任　　　鄭惟堃先生　1946.2 ～ 1952.9
  - 第二任　　　林家謙先生　1952.9 ～ 1962.6
  - 第三任　　　黃瀛津先生　1962.6 ～ 1976.3
  - 第四任　　　余衡岳先生　1976.3 ～ 1983.10
  - 第五任　　　戴友銓先生　1983.10 ～ 1993.8
  - 第六任　　　李燈祥先生　1993.8 ～ 1997.8
  - 第七任　　　鄭義雄先生　1997.8 ～ 1999.2
  - 第八任　　　楊家倫先生　1999.2 ～ 2008.2
  - 第九任  　　馬錦鸞女士　2008.2 ～ 2014.7
  - 第十任  　   賴雲鵬先生　2014.8 ～ 2022.7
  - 現任校長       李敦仁先生

2022.8 ～

## 傑出校友
- 楊甘陵：台灣第一位考取日本官方正式證照的樹醫生
- 陳金水：臺灣飛行先驅
- 許皓鋐:  2022年杭州亞運圍棋賽男子組個人金牌
- 郭輝：台灣各級學校畢業歌作者

## 外部連結
- 北門街商圈
- 《北門國小》封塵影像攝影集(包括學校簡史) （页面存档备份，存于）